# Al-Hilal Al-Sudany Club for Physical Education
L'Al-Hilal Al-Sudany Club for Physical Education, noto anche come Al-Hilal Omdurman, è una società calcistica sudanese di Omdurman.
È una delle squadre più titolate del paese, avendo vinto 30 campionati nazionali e 8 Coppe di Sudan. A livello internazionale, per due volte è stata finalista della CAF Champions League.

## Storia
Il club fu costituito il 13 febbraio 1930 a Omdurman da dodici ragazzi, tra cui quattro giovani laureatisi al Gordon Memorial College (oggi Università di Khartum), Hamdnaallah Ahmed, Yousif Mustafa Al-Tinay, Yousif Al-Mamoun e Babiker Mukhtar Tatay. Al sodalizio, fondato a casa di Hamdnaallah Ahmed, fu dato il nome Al-Hilal (in arabo الهلال‎?), che significa "(luna) crescente", secondo la leggenda suggerito da Adam Rajab, che osservò in cielo la luna crescente del mese di Rajab del calendario islamico. Il nuovo nome divenne ufficiale il 4 marzo 1930: fu il primo club a chiamarsi Al-Hilal in Sudan e nel Medio Oriente. I colori sociali scelti inizialmente erano il blu scuro e il bianco, per simboleggiare il bianco della luna crescente nel cielo blu della notte.
Le iniziative dell'Al-Hilal non furono limitate all'ambito sportivo, dato che il club creò un gruppo teatrale, prima compagine teatrale con cui il poeta Ibrahim Al-Abadi scrisse la sua prima opera, e un gruppo musicale.
A metà degli anni '40 fu il primo club sudanese a giocare all'estero, disputando una serie di partite in Egitto.
Miglior marcatore della storia del club è stato Ali Gagarin, che tra il 1966 ed il 1979 segnò 350 reti.

## Allenatori
- Salih Rajab (1950-1955)
- Hashim Deifallah (1956-1957)
- Jiri Starosta (1958-1963)
- El Hadi Seyam (1963-1964)
- Suleiman Faris  (1964-1966)
- Osman Hussain Elsabi (1966-1968)
- Eid Dudu Damor (1968-1969)
- Ibrahim Yahia Elkawarty (1969-1972)
- Amin Zaki (1972-1974)
- Osman Babiker Subahi (1974-1976)
- Nasr El-Din Abbas (1977)(1982-1983)
- Shawgi Abdelaziz (1977-1980)
- Jafar Abdelrazig (1980-1983)
- Nugueira (1983–1984)
- Mohamed Hussein "Kassala" (1984-1986)
- Ahmed Abdalla (1986-1987) (1991-1992)
- Kamal Shaddad (1987)
- Meiroslav (1987–1991)
- Shaikh Idris Kabashi (1991-1993)
- Anwar Jassam (1994) (2002)
- Mohamed Hassan "Hassoun" (1994-1995)
- Hassan Elmasry (1995-1996)
- Fawzy Elmardi (1996)(1998–1999)(2000)(2016)(2020)
- Mustafa Elnager (1996–1998)
- Markeinos (1999-2000)
- Ahmed Adam "aafia"(2000-2001)
- Mustafa Younis (2002-2003)
- Branco Tucak (2003-2004)
- Sofiane Elhaydosi (2004–2005)
- Heron Ricardo Ferreira (2006–2008)
- Mohamed Muhieldin Eldiba (2008) (2017)
- José Dutra dos Santos (2009)
- Paulo Campos (2009–2010)(2014)
- Milutin Sredojević (2011)
- Diego Garzitto (2012-2013)
- Elfatih Elnager (2013) (2020)
- Salah Mohamed Adam (2013) (2019)
- Nasreddine Nabi (2014)
- Patrick Aussems (2015)
- Nabil Kouki (2015)(2017)(2019)
- Jean-Michel Cavalli (2016)
- Tarek El-Ashry (2016)
- Ilie Balaci (2016)
- Denis Lavagne (2017)
- Khalid Bakhit (2017)
- Mohamedelfatih Hijazi (2017)
- Sergio Farias (2018)
- Mohamed Eltayeb (2018)
- Irad Zaafouri (2018) (2018-2019)
- Lamine N'Diaye (2018)
- Haitham Mustafa (2019)
- Hamada Sedki (2019-2020)
- Zoran Manojlović (2020-2021)
- Ricardo Formosinho (2021)
- João Mota (2021-2022)
- Florent Ibengé (2022-)

## Palmarès

### Competizioni nazionali
- Campionato sudanese: 30

1965, 1967, 1970, 1973, 1981, 1983, 1984, 1986, 1987, 1991, 1994, 1995, 1996, 1998, 1999, 2003, 2004, 2005, 2006, 2007, 2009, 2010, 2012, 2014, 2016, 2017, 2018, 2020-2021, 2024
- Coppa di Sudan: 8

1998, 2000, 2002, 2004, 2009, 2011, 2016, 2021-2022

### Competizioni regionali
- Campionato di Khartoum: 16

1953, 1955, 1958, 1959, 1960, 1961, 1963, 1965, 1967, 1969, 1971, 1973, 1982, 1984, 1990, 1993

### Altri piazzamenti
- Coppa di Sudan:

Finalista: 2005, 2006, 2007, 2008, 2010, 2012, 2013, 2014
- CAF Champions League:

Finalista: 1987, 1992
Semifinalista: 1966, 2009, 2011, 2015
- Coppa della Confederazione CAF:

Semifinalista: 2010, 2012

## Organico

### Rosa 2019-2020
| N. |                   | Ruolo | Calciatore         |
| -- | ----------------- | ----- | ------------------ |
| 1  | Sudan (bandiera)  | P     | Younis Eltayeb Ali |
| 2  | Sudan (bandiera)  | C     | Abuaagla Abdalla   |
| 3  | Sudan (bandiera)  | C     | Abdelrazig Yagoub  |
| 4  | Sudan (bandiera)  | D     | Amar Ali           |
| 5  | Sudan (bandiera)  | C     | Mohamed Mokhtar    |
| 6  | Sudan (bandiera)  | D     | Ahmed Elfatih      |
| 8  | Sudan (bandiera)  | C     | Elsheikh Mohamed   |
| 10 | Sudan (bandiera)  | A     | Mohamed Musa Eldai |
| 11 | Sudan (bandiera)  | A     | Waleed Bakhet Adam |
| 12 | Sudan (bandiera)  | D     | Samawal Merghani   |
| 13 | Sudan (bandiera)  | C     | Nizar Hamid        |
| 16 | Uganda (bandiera) | P     | Jamal Salim        |

| N. |                           | Ruolo | Calciatore                  |
| -- | ------------------------- | ----- | --------------------------- |
| 17 | Sudan (bandiera)          | C     | Moumen Esam                 |
| 18 | Sudan (bandiera)          | D     | Omer Hassan                 |
| 20 | Sudan (bandiera)          | A     | Saleem Mohamed              |
| 21 | Costa d'Avorio (bandiera) | D     | Didier Kadio                |
| 22 | Sudan (bandiera)          | D     | Faris Abdalla               |
| 23 | Sudan (bandiera)          | C     | Nasr Eldin El Shigail       |
| 25 | Sudan (bandiera)          | D     | Abdellatif Saeed (capitano) |
| 26 | Sudan (bandiera)          | D     | Athar El Tahir              |
| 27 | Sudan (bandiera)          | A     | Mowafaq Sedig               |
| 28 | Sudan del Sud (bandiera)  | A     | Eskandar Samuel             |
| 29 | Sudan (bandiera)          | C     | Mohamed Daraj               |
| 30 | Sudan (bandiera)          | P     | Mohamed Alnour              |

### Rosa 2012-2013
| N. |                           | Ruolo | Calciatore               |
| -- | ------------------------- | ----- | ------------------------ |
| 1  | Sudan (bandiera)          | P     | Baha Eldin Abdalla       |
| 2  | Sudan (bandiera)          | D     | Omar Bakheet             |
| 3  | Burkina Faso (bandiera)   | D     | Robert Sankara (Sankara) |
| 4  | Sudan (bandiera)          | D     | Abdel Rahman Kaya        |
| 5  | Sudan del Sud (bandiera)  | D     | Atir Tomas               |
| 6  | Sudan (bandiera)          | D     | Salih Alamin             |
| 7  | Costa d'Avorio (bandiera) | A     | Bamba Sinaly             |
| 8  | Mali (bandiera)           | C     | Sidi Bay                 |
| 9  | Sudan (bandiera)          | A     | Bakri Almadina           |
| 10 | Sudan (bandiera)          | C     | Muhannad El Tahir        |
| 12 | Sudan (bandiera)          | D     | Saif Masawi              |
| 13 | Sudan (bandiera)          | C     | Nizar Hamid              |

| N. |                          | Ruolo | Calciatore                    |
| -- | ------------------------ | ----- | ----------------------------- |
| 16 | Sudan (bandiera)         | P     | El Moez Mahjoub               |
| 17 | Sudan (bandiera)         | A     | Mudather El Tahir             |
| 18 | Sudan (bandiera)         | D     | Khalefa Ahmed Mohamed         |
| 19 | Sudan (bandiera)         | D     | Sami Abdalla                  |
| 21 | Sudan del Sud (bandiera) | P     | Jumma Ginaro                  |
| 22 | Mali (bandiera)          | A     | Mohamed Traore (Traore)       |
| 23 | Sudan (bandiera)         | C     | Mohamed Ahmed Bashir (Bishah) |
| 25 | Sudan (bandiera)         | D     | Abdulatif Boy                 |
| 26 | Sudan (bandiera)         | C     | Mohamed Abdel Rahman          |
| 28 | Sudan (bandiera)         | A     | Malik Mohamed Ahmed           |
| 29 | Sudan (bandiera)         | D     | Mowaia Bashir                 |